# Manitoba Highway 10
Der Manitoba Highway 10 (PTH 10) befindet sich in der kanadischen Provinz Manitoba, er hat eine Länge von 804 km. Der Highway beginnt im Süden der Provinz an der Grenze zwischen Kanada und den Vereinigten Staaten. Er verläuft in nördlicher Richtung im Westen der Provinz. Die Route ist als Hauptroute (Core Route) Bestandteil des National Highway Systems.
Ein Teil der so genannten Northern Woods and Water Route, einer touristischen Route die durch die vier westlichen Provinzen Kanadas führt, folgt streckenweisen dem Highway 10.

## Verlauf
Der Highway beginnt an der Grenze zu North Dakota, dort geht er in den U.S. Highway 281 über. Direkt an der Grenze befindet sich der International Peace Garden, der von beiden Seiten der Grenze besucht werden kann. Die Strecke verläuft nordwärts nach Brandon, der zweitgrößten Stadt Manitobas. Nördlich der Stadt kreuzt sie Highway 1, den Trans-Canada Highway auf seiner südlichen Route. Die Route führt weiter nordwärts, vorbei an der Kleinstadt Minnedosa, dort quert sie Highway 16, die Nordroute des Trans-Canada Highways. Bei Wasagaming führt sie in den Riding-Mountain-Nationalpark und quert diesen. Die Strecke führt um Dauphin herum nach Swan River. Sie verläuft weiter durch die Weiten der Wälder Manitobas vorbei an The Pas und endet in Flin Flon an der Grenze zu Saskatchewan, dort geht die Route weiter als Saskatchewan Highway 167.